# Bogdan Olesiński
Bogdan Marian Olesiński (ur. 14 sierpnia 1962 w Pruszkowie) – polski przedsiębiorca i samorządowiec, burmistrz dzielnic m.st. Warszawy: w latach 2006–2010 i ponownie od 2018 Ursusa, a w latach 2010–2018 Mokotowa.

## Życiorys
Absolwent Technikum Budowlanego w Pruszkowie. Ukończył studia na Wydziale Inżynierii Lądowej i Geodezji Wojskowej Akademii Technicznej w Warszawie, gdzie uzyskał tytuł magistra inżyniera budownictwa. W 1986 uzyskał uprawnienia budowlane. W 2009 ukończył studia podyplomowe zarządzanie w administracji publicznej w Akademii Leona Koźmińskiego w Warszawie.
Od 1982 do 1987 był kierownikiem rejonu w GAM-4, a od 1987 do 1992 prowadził działalność gospodarczą w ramach Spółdzielni Rzemieślniczej „Ochota” (od 1991 zasiadając w radzie nadzorczej spółdzielni). Przez kolejne trzy lata był szefem regionu w Baumit Hopfinger i Baumit Polska Sp. z o.o.
W latach 1992–1994 był członkiem Kongresu Liberalno-Demokratycznego. W wyborach parlamentarnych w 1993 bez powodzenia ubiegał się o mandat poselski z listy KLD w okręgu podwarszawskim. W kadencji 1998–2002 radny gminy Michałowice, gdzie sprawował funkcję wiceprzewodniczącego Komisji Inwestycji oraz zasiadał w Komisji Bezpieczeństwa i Spraw Społecznych. W 2004 przystąpił do Platformy Obywatelskiej. W 2006 został powołany na burmistrza dzielnicy Ursus m.st. Warszawy. W 2010 został powołany na burmistrza Mokotowa. W 2014 po raz kolejny wybrano go na burmistrza Mokotowa. W 2018 ponownie objął funkcję burmistrza Ursusa. W tych samych wyborach kandydował bez powodzenia do sejmiku mazowieckiego.
Działa m.in. w Towarzystwie Przyjaciół Warszawy. Współzałożyciel Towarzystwa Edukacji Alternatywnej. W 2011 został odznaczony Medalem Opiekuna Miejsc Pamięci Narodowej.

## Życie prywatne
Ma żonę Katarzynę oraz dwie córki – Martynę i Aleksandrę.